# Миллениум (фильм)
«Миллениум» (англ. Y2K) — американский комедийный фильм-катастрофа режиссёра Кайла Муни по сценарию Эвана Уинтера. Главные роли в фильме исполнили Джейден Мартелл, Джулиан Деннисон и Рэйчел Зеглер.
Мировая премьера фильма состоялась 9 марта 2024 года на фестивале South by Southwest, 6 декабря 2024 года он вышел в кинопрокат в США. Фильм получил смешанные отзывы критиков и собрал 4,2 миллиона долларов.

## Сюжет
Сюжет фильма обыгрывает фантастическое развитие события Y2K, когда компьютеры выходят из-под контроля, в то время как два друга-неудачника устраивают школьную вечеринку в преддверии 2000 года.

## В ролях
- Джейден Мартелл — Эли
- Джулиан Деннисон — Дэнни
- Рэйчел Зеглер —  Лора
- Лаклан Уотсон — Эш
- Эдуардо Франко — Фаркас
- Фред Дерст  — играет сам себя
- Мейсон Гудинг — Йонас
- The Kid Laroi — Крис, футболист
- Майлз Роббинс — Нугз
- Фред Хехингер
- Алисия Сильверстоун — Робин
- Тим Хайдекер — Ховард
- Дэниел Золгадри — Си Джей
- Кайл Муни — Гаррет
- Себастьян Чакон
- Лорен Балоун

## Производство
В начале марта 2023 года стало известно, что режиссёром фильма производства компании A24 станет Кайл Муни. В актёрский состав вошли Джейден Мартелл, Джулиан Деннисон, Рэйчел Зеглер, Лахлан Уотсон, Мейсон Гудинг, Кид Ларой, Эдуардо Франко, Майлз Роббинс, Фред Хехингер, Алисия Сильверстоун, Тим Хайдекер и Даниэль Золгадри. Кроме того, над спецэффектами для фильма будет работать компания Weta Workshop. В апреле 2023 года к актёрскому составу присоединились Себастьян Чакон и Лорен Балоун.
Производство было завершено к апрелю 2023 года.

## Отзывы и оценки
На сайте Rotten Tomatoes фильм имеет рейтинг 44 % основанный на 94 отзывах, со средней оценкой 5.2/10. 